# Коирала, Бишвешвар Прасад

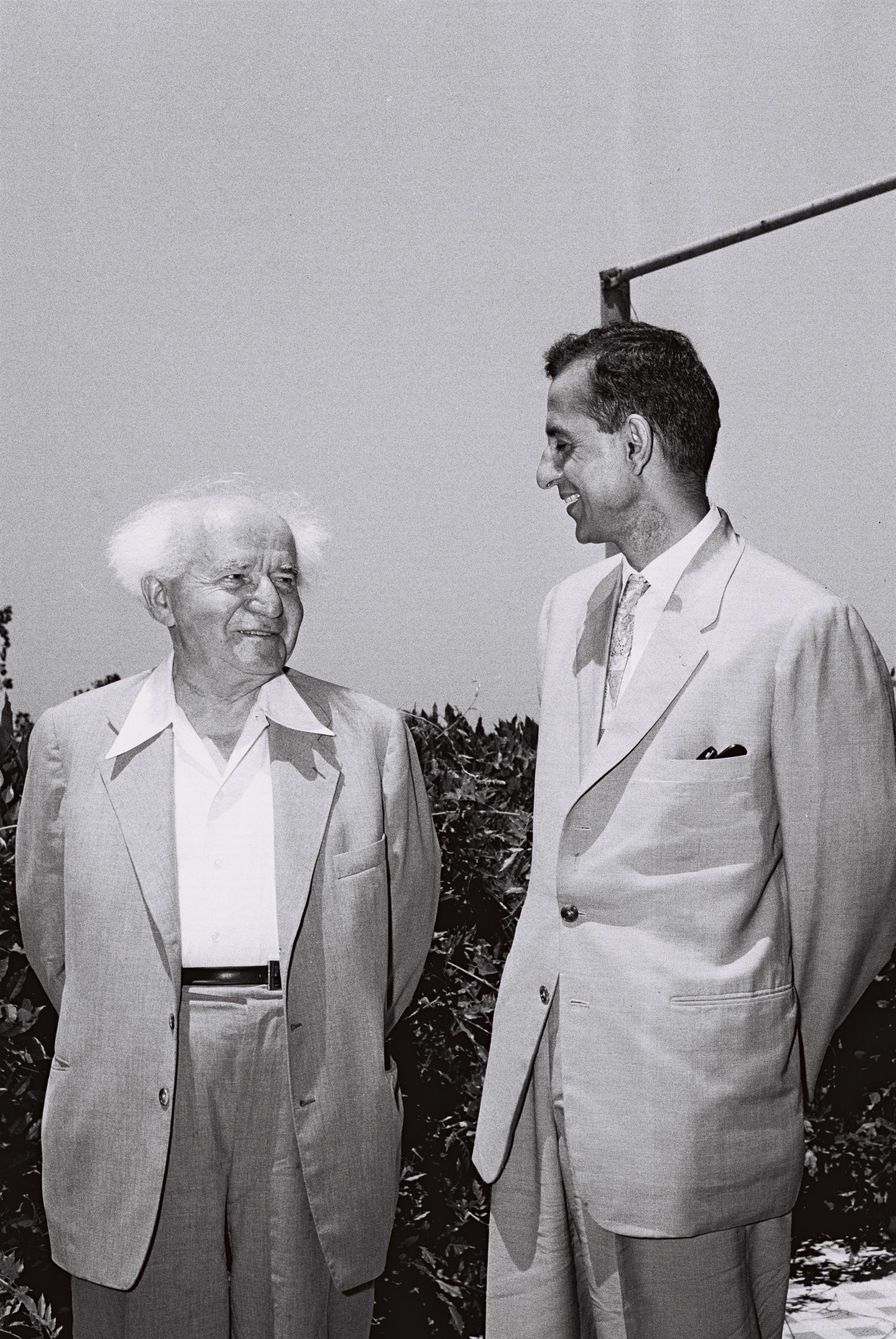
Бишвешвар Прасад Койрала встречается с Давидом Бен-Гурионом во время визита в Израиль

Бишвешвар Прасад Коирала (Вишвешвар Прасад Койрала, непальск. विश्वेश्वरप्रसाद कोइराला; 8 сентября 1914, Варанаси, Британская Индия — 21 июля 1982, Катманду), более известный как Б. П. Коирала — непальский революционер, политический деятель и писатель. Премьер-министр Непала в 1959—1960 годах, лидер социал-демократической политической партии Непальский конгресс.
Б. П. Коирала был первым демократически избранным (и 22-м по счёту) премьер-министром Непала. Он занимал этот пост в течение 18 месяцев, после чего был свергнут и заключён в тюрьму по указанию короля Махендры. Остаток своей жизни он провёл в основном за решёткой или в ссылке, что подорвало состояние его здоровья. При этом для его партии «эпоха Б. П. Коиралы» стала периодом относительного единства на фоне фракционерства и расколов 1950-х и 1990-х.
Известный как один из ведущих политических деятелей в современной истории Непала, Б. П. Коирала был стойким сторонником демократии. Он утверждал, что одних только гражданских и политических прав с гарантиями личной свободы в такой бедной стране, как Непал, недостаточно, и решением проблемы её отсталости может стать демократический социализм.

## Ранние годы
Второй сын последователя Махатмы Ганди Кришны Прасада Коиралы, Бишвешвар Прасад вырос в Бенарасе (Варанаси). До 14 лет он ходил в школу, основанную его отцом, после чего поступил в школу Харишчандра. Койрала изучал экономику, логику, литературу и право. Он был жадным читателем английской, немецкой, французской, русской, хинди, бенгальской и непальской литературы и сам начал писать литературные произведения, когда учился в девятом классе.
В 1930 году британские колониальные власти обвинили его с братом Матрикой Прасадой Коиралой в контактах с экстремистами, арестовали и освободили через три месяца. Из-за этого Бишвешвар начал учиться в Шотландском церковном колледже в Калькутте по настоянию своего отца, однако дважды бросал этот колледж и возвращался в Бенарас, где в 1934 году получил степень бакалавра экономики и политики в Бенарасском индуистском университете. Затем последовала степень в области права из Калькуттского университета в 1937 году, и Б. П. Коирала несколько лет вёл адвокатскую практику в Дарджилинге.
Еще будучи студентом, он стал участником индийского национально-освободительного движения. В 1934 году он вступил в Индийский национальный конгресс. Во время Второй мировой войны на два года (1942—1944) был интернирован англичанами в Дханбаде.

## Политическая карьера

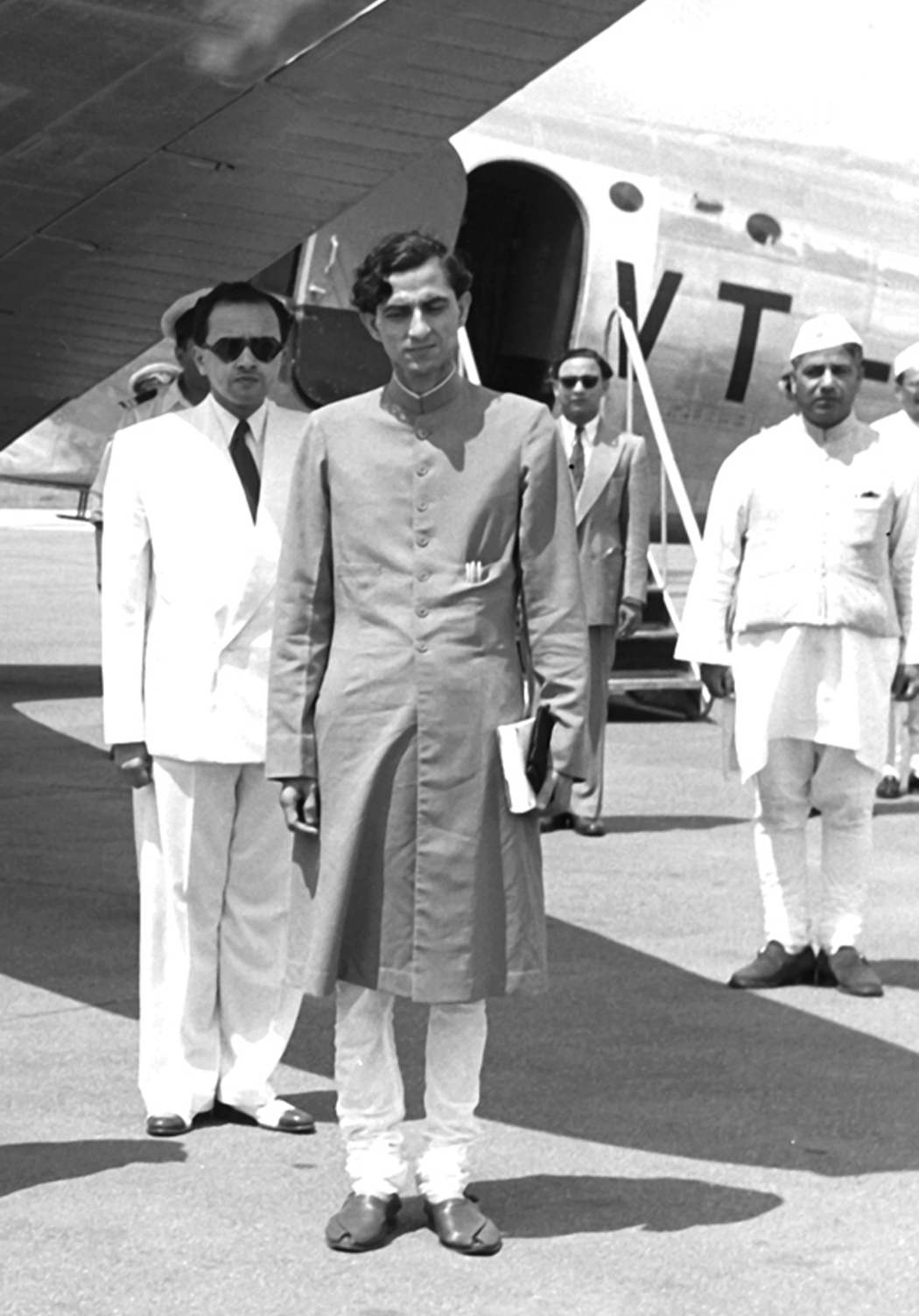
Министр внутренних дел Б. П. Коирала в Дели, 1951 г.

После освобождения, когда предоставление Индии независимости было уже гарантировано, Б. П. Коирала задался попыткой принести изменения и в Непал. В 1947 году на территории Британской Индии он основал Непальский национальный конгресс, в 1950 году ставший партией Непальский конгресс. 9 марта 1947 года Бишвешвар перебрался на родину, чтобы помочь брату Гиридже Прасаду Коирале организовать забастовку на джутовой фабрике в Биратнагаре. Они с братом и четырьмя другими лидерами Национального конгресса были задержаны и отправлены вместе со своими товарищами-агитаторами в столицу Катманду 21-дневным пешим ходом по холмам. Марш заключённых привлек большое внимание, что помогло радикализовать крестьян из лежавших по пути деревень. Коиралы и их сотоварищи были освобождены благодаря 27-дневной голодовке, народным протестам и личной просьбе Махатмы Ганди в августе 1947 года.
Б. П. Коирала вернулся в Индию и начал готовиться к вооружённой борьбе с олигархическим режимом Рана в Непале. Наконец, Б. П. Коирала смог возглавить революцию 1951 года, которая свергла 104-летнее правление клана Рана. Последний премьер-министр из династии Рана был уволен в октябре 1951 года, когда распался коалиционный кабинет при участии Непальского конгресса (в котором Б. П. Коирала девять месяцев занимал пост министра внутренних дел). Затем Б. П. Коирала сосредоточился на развитии политической структуры страны. Под давлением оппозиции, включая конгрессистов и коммунистов, король Махендра был вынужден принять новую конституцию, позволившую провести свободные парламентские выборы в 1959 году. Ожидалось, что парламент будет фрагментирован, но Непальский конгресс Коиралы получил убедительное большинство (две трети мест в нижней палате). После недель колебаний король поручил Б. П. Коирале сформировать правительство, вступившее в должность 27 мая 1959 года.
Коирала возглавил делегацию своей страны в Организации Объединенных Наций и совершил тщательно продуманные визиты в Китай и Индию, отношения между которыми всё более расстраивались из-за территориальных споров. При этом во внутренней политике новое правительство столкнулось с могущественными врагами. Попытки Б. П. Коиралы провести земельную реформу, особенно пересмотр законов об аренде, легко принимались парламентом, однако встретили сопротивление земельной феодальной аристократии, уже длительное время господствовавшей в армии.
Король Махендра перешёл к всё более резкой критике кабинета Коиралы, опираясь на консервативную оппозицию, не только из числа враждебных премьеру сил, но и из его собственной (НК). 15 декабря 1960 года король совершил переворот, приостановил действие конституции, ввёл прямое правление, разогнал парламент и кабинет министров, бросив в тюрьму Коиралу и его ближайших коллег по правительству. Многие из них были освобождены через несколько месяцев, но Коирала, хотя и страдал от рака горла, оставался в заключении без суда до 1968 года.
В 1968 году тогдашний премьер-министр Сурья Бахадур Тхапа сыграл значительную роль в освобождении Коиралы из тюрьмы, но он также позаботился, чтобы бывший глава правительства оставался за пределами страны до конца своей жизни. Коирала находился в изгнании в индийском Банарасе до декабря 1976 года, а сразу после возвращения из этой почти десятилетней ссылки был арестован и обвинён в попытке вооруженного восстания, что каралось смертной казнью. Его содержали под домашним арестом в его резиденции Чабахил.
Это произошло несмотря на то, что, как считалось, при новом короле Бирендре, получившем образование в Англии и Соединенных Штатах, политический климат постепенно улучшался. Бирендра спросил нового премьер-министра Тулси Гири, резкого политического антагониста Коиралы, следует ли освободить последнего и отпустить его на лечение в США. Соответственно, совместное собрание рекомендовало королю Бирендре освободить Койралу и предоставить ему необходимые расходы для прохождения лечения в США. были оформлены Непала
Впрочем, с него сняли все обвинения в государственной измене и подстрекательстве к мятежу только в марте 1978 года, а выехать в США разрешили аж в 1981 году после того, как вновь возглавивший правительство Сурья Бахадур Тхапа убедил короля поддержать это решение в соответствии с рекомендацией королевского врача доктора М. Р. Панди. Для Коиралы и его жены Сушилы правительством были оформлены паспорт и необходимая виза, а посольству Королевства Непал в Вашингтоне, было приказано оказать всю поддержку семье Коирала в лечении, однако. Правительство Непала взяло на себя часть расходов на его лечение в США, а остальное организовали его племянник Шаил Упдхая, доктор Шукдев Шах, семья и друзья.
Вернувшись из очередной медицинской поездки в Соединенные Штаты, он имел ряд аудиенций с королем Бирендрой, пытаясь добиться «национального примирения». Во время студенческих демонстраций 1979 года экс-премьер находился под домашним арестом, но он приветствовал призыв монарха к проведению общенационального референдума по вопросу о политической системе Непала. Хотя было объявлено, что результаты референдума говорят в пользу сохранения абсолютистской панчаятской системы, Коирала был первым оппозиционным лидером, заявившим, что голосование было справедливым и свободным. Однако из-за несогласия с избирательным процессом, требующим обязательного членства в классовой организации, Коирала потребовал бойкота выборов 1981 года.
Несмотря на слабое здоровье и преследования, Койрала всё ещё пользовался большой народной поддержкой. Он выступил на одном из крупнейших публичных собраний в парке Ратна в Катманду в январе 1982 года. Он умер 21 июля 1982 года. На его похороны пришло около полумиллиона человек.